# Akbar Hashemi Rafsanjani
O Aiatolá Ali Akbar Hashemi Rafsanjani, em persa: علی اکبر هاشمی رفسنجانی; nascido Hachemi Bahramani:  هاشمی بهرمانی (Nough, Rafsanjan, Carmânia, 25 de agosto de 1934 – 8 de janeiro de 2017) foi um influente político iraniano.
Rafsanjani foi o presidente do Irã entre 1989 e 1997. Em 2005, concorreu a um terceiro mandato, vencendo o primeiro turno das eleições e perdendo no segundo turno para o prefeito de Teerã, Mahmoud Ahmadinejad.
Em 2009 surgiu como figura do Movimento Verde de protestos populares em oposição ao regime, embora não o tenha apoiado publicamente. A sua filha chegou a ser detida.
Em 2013 anunciou a sua candidatura como representando o campo reformista e moderado às eleições presidenciais, apenas minutos antes do encerramento das inscrições. A sua candidatura foi considerada inválida. Mas o candidato do seu campo - que o New York Times considera mesmo a sua alma gèmea política - Hassan Rohani, foi o vencedor.
Presidiu a Assembleia dos Peritos, um órgão deliberativo dos Mujtahids (ulemá) encarregado de eleger, monitorar e demitir o Líder Supremo do Irã, e o Conselho de Discernimento (um colegiado não eleito, que resolve conflitos legislativos entre o Majlis (parlamento iraniano) e o Conselho dos Guardiães).
Rafsanjani era associado aos empresários iranianos e hostil a Ahmandinejad e à tendência mais ideológica da República Islâmica. Era descrito como pragmático e conservador, e adotava uma posição de centro, no plano doméstico, e uma posição moderada, no plano internacional, que procurava evitar conflitos com os Estados Unidos. Internamente, Rafsanjani buscou uma economia de livre comércio, possibilitada pelo grande orçamento disponível. Nas relações exteriores, obteve êxito com os países árabes e da Ásia Central, incluindo Azerbaijão, Turcomenistão e Cazaquistão. Todavia, não alcançou progresso significativo nas relações com a União Europeia e os Estados Unidos.
Em 25 de outubro de 2006 promotores argentinos acusaram Rafsanjani de envolvimento no atentado contra a AMIA, Associação Mutual Israel-Argentina, em Buenos Aires, ocorrido em 1994 (ver: Alberto Nisman). O presidente Ahmadinejad defendeu seu antecessor, apesar de ser seu adversário político internamente e de já tê-lo acusado de ser corrupto e pró-ocidente.

## Morte
Em 8 de janeiro de 2017, o ex-presidente foi hospitalizado após um ataque cardíaco, mas não resistiu.